# Archie Bunker's Place
Archie Bunker's Place es una serie de televisión estadounidense perteneciente al género de comedia producida como una serie derivada y continuación de All in the Family que se emitió en CBS del 23 de septiembre de 1979 al 4 de abril de 1983. Aunque no fue tan popular como su serie predecesora, el programa mantuvo una audiencia lo suficientemente grande para durar cuatro temporadas, hasta su cancelación en el año 1983. En su primera temporada, el espectáculo funcionó tan bien que sacó a Mork y Mindy de su nueva franja horaria del domingo por la noche (un año antes, durante su primera temporada, Mork y Mindy había sido el programa número 3 en televisión).

## Antecedentes
Aunque el hogar Bunker continuó siendo presentado, las últimas cuatro temporadas de All in the Family, se ambientaron principalmente en la taberna vecina titular en Astoria, Queens, que Archie Bunker (Carroll O'Connor) compró en el estreno de la octava temporada de la serie. Durante la primera temporada como Archie Bunker's Place, Bunker enfrenta a un compañero judío, Murray Klein (Martin Balsam), cuando el copropietario Harry Snowden decide vender su parte del negocio. Al principio de la primera temporada, para aumentar los negocios, Archie y Murray construyen un restaurante en el bar; las adiciones incluyen una sala de estar separada para el restaurante y una cocina bien equipada con una ventana de servicio. Los clientes habituales incluyen a Barney Hefner, Hank Pivnik y Edgar Van Ranseleer.
El Archie Bunker's Place era la caja de resonancia de las opiniones de Archie, el apoyo de sus amigos y los contrapuntos de Murray. Más adelante en la serie, después de que Murray se casa y se marcha a San Francisco, Archie encuentra un nuevo socio comercial, Gary Rabinowitz (Barry Gordon), cuyos puntos de vista eran liberales, en contraste con el conservadurismo político de Archie .

## Personajes
- Carroll O'Connor como Archie Bunker, es un trabajador de cuello azul cuya terquedad e ignorancia, tienden a causar que sus argumentos se autodestruyan. Para el momento de la serie Archie Bunker's Place, sin embargo, el personaje se suavizo un poco, y ya no es tan explícitamente intolerante como lo había sido durante la serie All in the Family, incluso acordó hacer negocios con Murray, que es judío, y decidió convertirse en amigo cercano de él.

- Jean Stapleton siguió interpretando a la esposa de Archie, Edith Bunker, cuando se estrenó Archie Bunker's Place. El programa presentó a Edith cinco veces durante los primeros 14 episodios de la primera temporada, pero Stapleton decidió abandonar la serie a finales de 1979; su personaje fue referido pero no visto durante la mayor parte de la temporada 1979-1980. Los escritores y productores abordaron la partida de Stapleton en el estreno de la temporada 2, explicando que Edith había muerto de un derrame cerebral. Archie reflexionó sobre la muerte de su esposa y finalmente comenzó a salir de nuevo.

- Martin Balsam como Murray Klein (1979-1981). Murray era el compañero judío de Archie, que tenía puntos de vista liberales similares a los del yerno de Archie, Michael Stivic. A diferencia de Mike, Murray era mucho más tolerante y paciente con las opiniones de Archie.

- Danielle Brisebois como Stephanie Mills, la hija judía de 10 años del primo en jefe de Edith, Floyd Mills. Archie y Edith llevan a Stephanie después de que su padre, un borracho crónico y desempleado, la abandonara durante la última temporada de All in the Family. A Stephanie le encantaba cantar y bailar, y sus talentos se exhibieron en varios episodios.

- Celeste Holm como Estelle Harris (1981-1983), la adinerada abuela de Stephanie, que a menudo estaría en desacuerdo con Archie con su modelo crianza de Stephanie.

- Allan Melvin como Barney Hefner, uno de los mejores amigos de Archie y un habitual cliente del bar. Su amistad se estableció por primera vez en 1972 durante un episodio de All in the Family. Luego se casó con una mujer llamada Mabel; después de su muerte (en algún momento de la temporada 1975-1976), Barney se casó con una amiga de Edith llamada Blanche (interpretada por Estelle Parsons), en algún momento alrededor de 1977. Blanche dejó a Barney numerosas veces antes de que la pareja se divorciara definitivamente en 1979, y se le ordenó a Barney pagar pensión alimenticia.

- Danny Dayton como Hank Pivnik, otro habitual y buen amigo de Archie's. Apareció por primera vez en 1976 en All in the Family. Hank desapareció sin dar ninguna explicación después de la temporada 1979-1980.

- Bill Quinn como Edgar Van Ranseleer[1] (alias "Mr. Van R"), un patrón ciego y regular en el bar. Casi nunca fue mencionado por su primer nombre. Su primera aparición fue en el año 1978 en All in the Family.

- Jason Wingreen como Harry Snowden, exsocio comercial de Archie, que continuó trabajando en la taberna como barman. Otro personaje remanente de All in the Family, al que Wingreen se unió en 1976.

- Abraham Álvarez y Joe Rosario como José Pérez y Raoul Rosario, dos inmigrantes latinoamericanos empleados como cocineros asistentes en el bar de Archie's. Archie más tarde se entera de que son inmigrantes ilegales después de que se niegan a dar una declaración a la policía después de haber presenciado un atraco.

- Anne Meara como Veronica Rooney (1979-1982), la cocinera en Archie Bunker's Place. A menudo hacía bromas y le causaba problemas a Archie. Ella insistió en que Archie también contrate a su sobrino abiertamente gay Fred como camarero para ayudarlo a pagar la escuela de leyes. Ella era alcohólica y deseaba en privado reconciliarse con su exmarido, Carmine (quien apareció en algunos episodios y fue interpretado por el marido de la vida real de Meara, Jerry Stiller), pero sabía que no iba a suceder. Meara apareció esporádicamente durante la tercera temporada del programa y abandonó el programa antes de la cuarta y última temporada.

- Dean Scofield (1979) como Fred Rooney, un camarero gay, y el sobrino de Veronica.

- Barbara Meek como Ellen Canby (1980-1982). Ellen era una ama de llaves afroamericana que fue contratada por Archie después de la muerte de Edith. También se ocupó de Stephanie, y ayudó a mantener la lengua de Archie bajo control. Aunque Archie todavía albergaba algún prejuicio hacia las personas negras cuando llegó a la escena, él respetaba profundamente a Ellen y estaba agradecido por el trabajo que hizo para ayudar a criar a Stephanie.

- Denise Miller, quien se unió al elenco en 1981 como la sobrina de 18 años de Archie, Barbara Lee "Billie" Bunker. Billie, que trabajaba como camarera en Archie Bunker's Place, era hija del hermano de Archie, Fred (y hermana de Linda, que apareció una vez en un episodio de All in the Family ). Su principal interés amoroso fue Gary Rabinowitz.

- Barry Gordon, otra adición del año 1981 al elenco, como el abogado judío y gerente comercial Gary Rabinowitz. Gary comenzó a salir con Billie, que era 15 años más joven que él. Al igual que Mike Stivic y Murray Klein antes que él, las creencias liberales de Gary a menudo contrastaban con las del conservador Archie.

- Sally Struthers regresó como la hija de Archie, Gloria Stivic, durante varios episodios. Además del episodio de 1979 "Reunión de Acción de Gracias", Struthers regresó en el episodio de dos partes de 1982 "Gloria Comes Home", donde regresa a casa desde California con su hijo, Joey después de divorciarse de Meathead (que se había escapado a una comuna en el Condado de Humboldt, California, con un atractivo co-ed). El personaje eventualmente pasó a su propia serie derivada, Gloria. (Nota: El episodio piloto al aire original de la serie de televisión, que comienza con una breve aparición de Carroll O'Connor como Archie Bunker, fue reempaquetado posteriormente como un Episodio de Archie Bunker's Place.)

## Producción
A diferencia de las primeras ocho temporadas de All in the Family, Archie Bunker's Place no se grabó en video ante una audiencia en vivo, con la excepción de algunos episodios selectos (incluida la "Reunión de Acción de Gracias"). En cambio, el espectáculo se filmó en un set cerrado con varias cámaras, editando las mejores tomas juntas utilizando una pista de risas. Luego, se mostró el producto final a un público que asistía a las grabaciones de Un día a la vez, proporcionando así una pista de risas real para el espectáculo.
La producción de todas las temporadas de Archie Bunker's Place tuvo lugar en los Studios 31 y 33 en CBS Television City en Hollywood, la casa productora original de All in the Family para las primeras seis temporadas de ese programa.
El tema principal de Archie Bunker's Place fue una versión instrumental de Ray Conniff de "Those Were the Days", el tema de apertura familiar para All in the Family. El tema de cierre, "Remembering You", fue una versión reprogramada del tema de cierre de All in the Family. Ambas versiones presentaban un arreglo de estilo Dixieland. Los créditos iniciales mostraban una vista del puente de Queensboro, que conecta Manhattan con Queens, seguido de planos tomados a lo largo de Steinway Street en Astoria.
Carroll O'Connor estaba frustrado por la cancelación cuando el programa no tuvo un cierre apropiado. Prometió nunca volver a trabajar en ningún tipo de programa con la CBS, aunque actuó en In the Heat of the Night, que se emitió en la CBS en las dos últimas temporadas de ese programa y en cuatro películas de televisión (las primeras cinco temporadas transmitidas por NBC).
La serie se volvió a ejecutar brevemente en TV Land en los años 2002 y 2003, incluido el piloto Gloria sin aire. El último episodio salió al aire en un maratón junto con los episodios finales de All in the Family, Los Jefferson y Gloria.
Mientras que All in the Family se inspiró en una serie británica, Till Death Us Do Part, Archie Bunker's Place finalmente inspiró al creador Johnny Speight a producir una secuela de la serie británica. En Sickness and in Health que se emitió en el Reino Unido desde 1985 a 1992. Varios de los episodios fueron adaptados de la serie estadounidense.

## Clasificación Nielsen
| Temporada    | Intervalo de Emisión                                                                           | Rango | Clasificación |
| ------------ | ---------------------------------------------------------------------------------------------- | ----- | ------------- |
| 1) 1979–1980 | Domingo a las 8:00 p. m. (Episodios 1, 3-10, 12-24) Domingo a las 8:30 p. m. (Episodios 2, 11) | #11   | 22.9          |
| 2) 1980–1981 | Domingo a las 8:00 p. m. (Episodios 1, 3-20) Domingo a las 8:30 p. m. (Episode 2)              | #13   | 21.4          |
| 3) 1981–1982 | Domingo a las 8:00 p. m. (Episodios 1, 3-19, 21-29) Domingo a las 8:30 p. m. (Episodios 2, 20) | #12   | 21.6          |
| 4) 1982–1983 | Domingo a las 8:00 p. m. (Episodios 1-22) Lunes a las 8:00 p. m. (Episodios 23-24)             | #22t  | 18.3          |

## Episodios notables
El episodio más notable de la serie entre los críticos fue "Archie Alone", que originalmente se emitió el 2 de noviembre de 1980 como un especial de una hora para abrir la segunda temporada de la serie. En ese episodio, los espectadores se enteran de que Edith había muerto de un derrame cerebral un mes antes (Jean Stapleton Había renunciado a su papel), y Archie no puede lamentarse. Su negativa a dejar ir sus emociones le pasa factura a Stephanie, hasta que un día Archie encuentra una sola zapatilla de Edith (se pasa por alto cuando los amigos vinieron a recoger su ropa para la caridad) en el dormitorio. Sosteniendo el zapato, Archie se lamenta en voz alta de que Edith se escapó antes de poder decirle que la amaba, y finalmente se derrumba y llora. Más tarde, después de una conversación con Stephanie, acepta llevarla a visitar la tumba de Edith, cumpliendo la petición que Stephanie le había hecho a Archie al comienzo del episodio. La serie de televisión británica In Sickness and In Health, la continuación de Till Death Us Do Part en la que All in the Family se basó, tuvo un episodio similar en el cual el homólogo británico de Edith, Else Garnett, había muerto por causas naturales. Este no fue el caso de una serie copiando a otra; Ambas series se vieron obligadas a escribir estas muertes debido a las inesperadas partidas de las actrices (la renuncia de Stapleton y la muerte de Dandy Nichols).
El episodio de la primera temporada "Reunión de Acción de Gracias" marcó la última vez que el conjunto original de All in the Family -O'Connor, Stapleton, Sally Struthers y Rob Reiner- aparecieron juntos. En ese episodio, Mike anuncia que ha perdido su trabajo como profesor universitario después de que su participación en una protesta desnudista de una planta de energía nuclear propuesta se haga pública. Esto pone una mayor presión sobre su ya atribulado matrimonio con Gloria (quien al final del episodio le dice a Archie que Mike participó solo porque Gloria no quería marchar sola), y prefigura el divorcio de los Stivics.
Otro episodio notable fue "El regreso de Sammy", cuando Sammy Davis Jr. llega al bar y al restaurante después de que Archie llama a su programa de entrevistas. Él, al igual que Murray, se sorprende de que Archie tenga una sobrina judía. Más tarde, cuando Sammy se atraganta con algo de comida, Archie usa la maniobra de Heimlich para salvar la vida de Sammy. Al final del episodio, Archie besa a Sammy, justo lo contrario de lo que sucedió en el episodio de la serie para padres "Sammy's Visit".
En un episodio especial de 1982, que se emitió inmediatamente después del Super Tazón, la superestrella del béisbol Reggie Jackson casi demanda a Archie, pero decide no hacerlo cuando Jackson se da cuenta de que la mala prensa perjudicaría su carrera.
Más tarde, el comediante Don Rickles fue invitado como un huésped hosco llamado Al Snyder, quien alquiló una habitación del amigo y vecino de Archie, Barney, cuya esposa Blanche lo había dejado algún día antes. Lo más destacado de este episodio son los intercambios que combinan el humor insultante de Rickles y la disposición de su personaje con la cabeza dura con los esfuerzos sinceros pero equivocados de Archie para resolver las disputas entre Snyder y Barney. Eventualmente, el personaje de Rickles se agota por la constante charla y decide descansar. El personaje de Rickles se va a dormir y muere. El episodio termina con Barney pensando si él terminará como el Sr. Snyder: "Dolor en el mundo, porque estoy solo".

## Medios caseros
Sony Pictures Home Entertainment lanzó la primera temporada completa de Archie Bunker's Place en DVD en Norteamérica el 31 de enero de 2006.
El 27 de agosto de 2013, se anunció que Mill Creek Entertainment había adquirido los derechos de medios hogareños de varias series de televisión de la biblioteca de Sony Pictures, incluido Archie Bunker's Place. El 7 de julio de 2015, Mill Creek volvió a publicar la primera temporada en DVD.